# Vlčkovice v Podkrkonoší
Vlčkovice v Podkrkonoší település Csehországban, Trutnovi járásban. Vlčkovice v Podkrkonoší Dolany, Stanovice, Choustníkovo Hradiště, Kohoutov, Heřmanice és Chvalkovice településekkel határos. Lakosainak száma 364 fő (2024. január 1.).

## Népesség
A település lakosságának változását az alábbi diagram mutatja:
| Lakosok száma | 1094 | 1050 | 789  | 555  | 447  | 391  | 373  | 365  | 374  | 364  |
|               | 1869 | 1890 | 1921 | 1950 | 1980 | 2001 | 2017 | 2019 | 2022 | 2024 |